# Vrijstelling sledehondensport

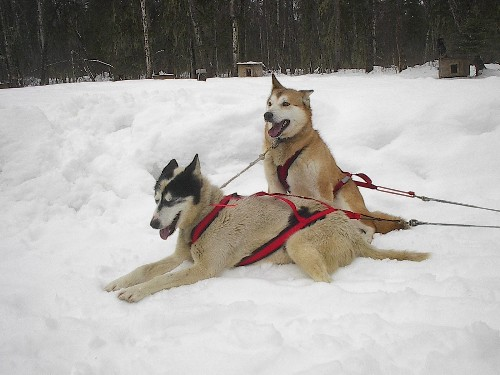
Sledehonden

Een vrijstelling sledehondensport is een ontheffing van het verbod om honden te gebruiken als trekhond.
In Nederland mogen honden niet worden gebruikt als trekhond. Dat is vastgelegd in de Gezondheids- en welzijnswet voor dieren (Gwwd). Deze wet verbiedt elke activiteit waarbij een hond wordt ingezet om op het land of in het water een kar, slee, boot of een ander voorwerp, dier of mens voort te trekken. Beoefenaars van de sledehondensport met één of meer van de hieronder genoemde hondenrassen (met stamboom) kunnen een vrijstelling en ontheffing bekomen om hun sport te beoefenen:
- Alaska-malamute
- Eskimohond
- Groenlandse hond
- Samojeed
- Siberische husky

In 2012 is er een aanvulling op de wet gekomen zodat ook voor een hond die niet valt onder de vijf genoemde rassen een ontheffing aangevraagd kan worden bij de Rijksdienst voor Ondernemend Nederland (RVO). Deze ontheffing geldt voor honden die speciaal gefokt zijn voor de sledehondensport maar geen stamboom hebben. Deze honden hebben als verzamelnaam Alaskan Husky. Het was voorafgaande aan deze wetswijziging voor Nederlandse teams niet mogelijk om met Alaskan Husky's in Nederland te trainen. Door de nieuwe ontheffing is dat vanaf 2012 wel mogelijk.